# Société des missionnaires de la miséricorde divine
 (mai 2022).
La Société des Missionnaires de la Miséricorde Divine est une société de vie apostolique de droit diocésain qui se consacre à l'évangélisation et à l'adoration eucharistique.

## Historique
La société est créée en 2005 par Fabrice Loiseau, avec le soutien de l'évêque de Toulon Dominique Rey, qui cherche alors une communauté attachée à la fois au rite ancien et à l'évangélisation des musulmans.
Entre novembre 2014 et janvier 2015, la communauté achète aux enchères, près de l'église Saint-François-de-Paule de Toulon, une ancienne sacristie transformée en bar gay, que ses membres transforment à leur tour en un « bar de la miséricorde »,,.
De 2021 à 2024, l'ordination des séminaristes de la communauté est suspendue, déjà depuis deux ans, en raison de l'attachement exclusif au rite tridentin. Le 21 octobre 2024, le diocèse de Fréjus-Toulon annonce finalement les ordinations diaconales dans le rite de Paul VI de six séminaristes le 1er décembre 2024,,.

## Caractéristiques
Le charisme de la communauté consiste à « vivre de la miséricorde, la puiser dans l'Eucharistie et l'annoncer au monde ».

## Structures

### Lieux de culte desservis

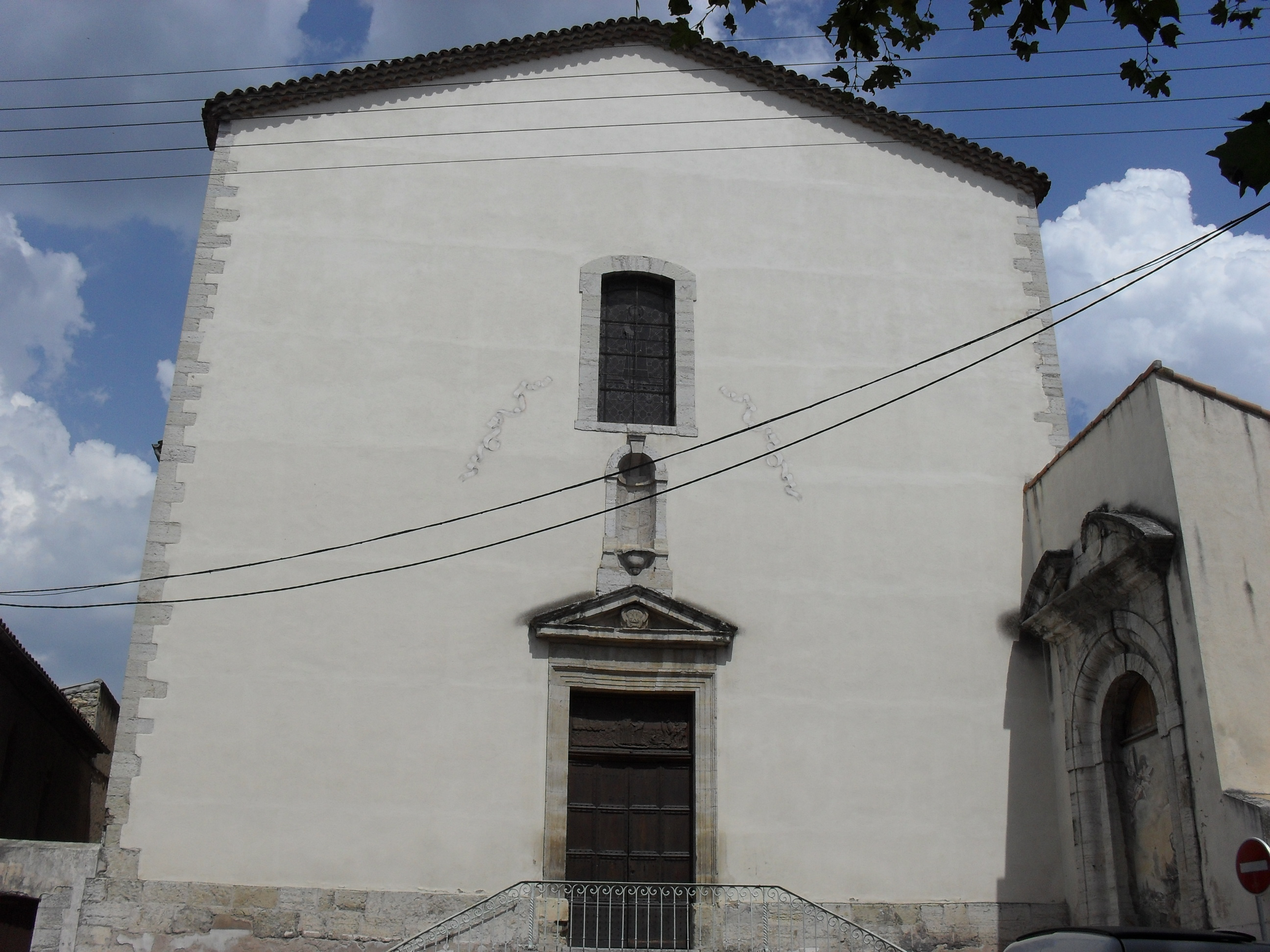
La chapelle des Minimes de Draguignan.

- Église Saint-François-de-Paule de Toulon[11]
- Église Saint-Charles de Marseille
- Église Saint-Georges de Lyon[12]
- Église Saint-Louis de Strasbourg[13]
- Église Saint-Joseph de Colmar[13]
- Chapelle des Minimes de Draguignan

### Enseignement

#### Écoles où l’aumônerie est assurée par la société
- École Sainte Odile (Kaysersberg) – école primaire mixte
- École Anne de Guigné (Carqueiranne) – école primaire mixte
- École Saint Dominique Savio (Ecully) – école primaire mixte
- Cours Herrade de Landsberg (Strasbourg) – école primaire mixte
- Collège Carlo Acutis (La Seyne) – collège de garçons
- Collège Saints Louis et Zélie Martin (Strasbourg) – collège mixte

## Liste des supérieurs généraux
- Fabrice Loiseau (2005-2020)
- Jean-Raphaël Dubrule (depuis 2020)